# Кампинаполис
Кампинаполис (порт. Campinápolis) — муниципалитет в Бразилии, входит в штат Мату-Гросу. Составная часть мезорегиона Северо-восток штата Мату-Гроссу. Входит в экономико-статистический микрорегион Канарана. Население составляет 12 863 человека на 2006 год. Занимает площадь 5970,464 км². Плотность населения — 2,2 чел./км².

## Статистика
- Валовой внутренний продукт на 2003 год составляет 53 501 178,00 реалов (данные: Бразильский институт географии и статистики).
- Валовой внутренний продукт на душу населения на 2003 год составляет 4226,34 реалов (данные: Бразильский институт географии и статистики).
- Индекс развития человеческого потенциала на 2000 год составляет 0,673 (данные: Программа развития ООН).